# Софі Буалле
Софі Буалле (фр. Sophie Boilley; 18 грудня 1989, Валанс, Дром, Франція) — французька біатлоністка, дворазова срібна призерка чемпіонатів світу з біатлону в естафеті, переможниця та призерка етапів Кубка світу з біатлону.

## Виступи на Чемпіонатах світу
| Рік  | Місце проведення     | Інд | Спр | Пр | МС | Ест | ЗМ |
| 2011 | Ханти-Мансійськ      | 50  | 34  | 39 |    | 2   |    |
| 2012 | Рупольдінг           | 27  | 40  | 45 |    | 2   |    |
| 2013 | Нове Место-на-Мораві | 45  | 16  | 28 |    | 6   |    |

## Спортивна кар'єра
Софі вперше дебютувала на етапі кубку світу в австрійському Хохфільцені 18 грудня 2008 року в індивідуальній гонці, за результатами якої вона посіла 58 місце (саме в той день Софі виповнилося 19 років).
Вперше вона потрапила в очкову зону 1 грудня 2010 року, посівши 30 місце в ідивіуальні гонці в Естерсунді, а перше потрапляння до розширеного подіуму (чільна вісімка) відбулося 4 лютого 2011 року — коли вона виборола 8 місце в спринтерській гонці в Преск-Айлі.
Наступного дня, 5 лютого 2011 року, Софі вперше піднялася на подіум Кубка світу з біатлону. У складі збірної Франції (Брюне, Буалле, Же, Беф) вона посіла 2 місце у змішаній естафеті.
Середній показник стрільби в сезоні 2010—2011 склав 80,4 %. 19 січня 2013 року в італійськомку Антхольці у гонці переслідування Софі посіла 7 місце з відставанням у 56,2 секунд від 1 місця, що посіла Тура Бергер. А 20 січня Софі Буалі стала бронзовим призером Кубку світу в естафеті разом із Марі-Лор Брюне, Анес Бескон, Марі Дорен-Абер.

## Загальний залік в Кубку світу
- 2010–2011 — 40-е місце (146 очок)
- 2011–2012 — 35-е місце (210 очок)
- 2012–2013 — 34-е місце (234 очки)

## Статистика стрільби
| № п/п | Сезон     | Загальна         | Індивідуальна гонка | Спринт          | Гонка переслідування | Мас-старт      | Естафета       |
| ----- | --------- | ---------------- | ------------------- | --------------- | -------------------- | -------------- | -------------- |
| 1     | 2008-2009 | 90,0 % (27/30)   | 90,0 % (18/20)      | 90,0 % (9/10)   | 0,0 % (0/0)          | 0,0 % (0/0)    | 0,0 % (0/0)    |
| 2     | 2009-2010 | 76,7 % (33/43)   | 0,0 % (0/0)         | 90,0 % (9/10)   | 70,0 % (14/20)       | 0,0 % (0/0)    | 76,9 % (10/13) |
| 3     | 2010-2011 | 80,4 % (213/265) | 80,0 % (48/60)      | 92,9 % (65/70)  | 75,0 % (90/120)      | 0,0 % (0/0)    | 66,7 % (10/15) |
| 4     | 2011-2012 | 82,7 % (315/381) | 81,7 % (49/60)      | 77,8 % (70/90)  | 84,3 % (118/140)     | 90,0 % (18/20) | 84,5 % (60/71) |
| 5     | 2012-2013 | 81,9 % (353/431) | 85,0 % (51/60)      | 84,0 % (84/100) | 77,5 % (124/160)     | 85,0 % (34/40) | 84,5 % (60/71) |

## Статистика[3]
У таблиці наведено статистику виступів біатлоніста в Кубку світу.
- Місця 1–3: кількість подіумів
- Чільна 10: кількість фінішів у першій десятці
- В очках: кількість виступів, на яких біатлоніст здобував очки
- Старти: кількість стартів
- Естафета: включно зі змішаною

| Місця                              | Індивід. | Спринт | Персьют | Мас-старт | Естафета | Разом |
| ---------------------------------- | -------- | ------ | ------- | --------- | -------- | ----- |
| 1                                  |          |        |         |           | 2        | 2     |
| 2                                  |          |        |         |           | 5        | 5     |
| 3                                  |          |        |         |           | 3        | 3     |
| Чільна 10                          |          | 1      | 2       |           | 15       | 18    |
| В очках                            | 5        | 17     | 13      | 3         | 15       | 53    |
| Стартів                            | 10       | 29     | 22      | 3         | 15       | 79    |
| Станом на: кінець сезону 2012/2013 |          |        |         |           |          |       |